# فهرست پرتاب‌های پروتون (۲۰۱۰–۲۰۱۹)
فهرست پیشرو،  پرتاب‌هایی است که توسط پروتون بین سال‌های ۲۰۱۰ تا ۲۰۱۹ (۱۳۸۸ تا ۱۳۹۸) را شامل می‌شود. این پرتاب‌های از پایگاه فضایی بایکونور صورت گرفته/خواهد گرفت

## پرتاب‌ها

### ۲۰۱۰
| تاریخ/زمان (یو‌تس‌سی)     | تاریخ/زمان (یو‌تس‌سی)     | پیکربندی | شماره مسلسل                     | سکو           | نتیجه       |
| ----------------------- | ----------------------- | --- | ------------------------------- | ------------- | ----------- |
| تاریخ/زمان (یو‌تس‌سی)     | تاریخ/زمان (یو‌تس‌سی)     | بار | مدار جدا                        | استفاده کننده | عملکرد      |
| تاریخ/زمان (یو‌تس‌سی)     | تاریخ/زمان (یو‌تس‌سی)     | شرح |                                 |               |             |
|                         |                         | |                                 |               |             |
| ۲۸ ژانویه ۲۰۱۰ ۰۰:۱۸:۰۰ | ۲۸ ژانویه ۲۰۱۰ ۰۰:۱۸:۰۰ | پروتون-ام/بریز-ام ۸کی۸۲کی‌ام/اااس۴۳ | ۵۳۵-۳۵                          | مکان ۸۱/۲۴    | موفق        |
| ۲۸ ژانویه ۲۰۱۰ ۰۰:۱۸:۰۰ | ۲۸ ژانویه ۲۰۱۰ ۰۰:۱۸:۰۰ | رادوگا | همگام زمین                      |               | مخابراتی    |
| ۱۲ فوریه ۲۰۱۰ ۰۰:۳۹:۴۰  | ۱۲ فوریه ۲۰۱۰ ۰۰:۳۹:۴۰  | پروتون-ام/بریز-ام ۸کی۸۲کی‌ام/اااس۴۳ |                                 | مکان ۲۰۰/۳۹   | موفق        |
| ۱۲ فوریه ۲۰۱۰ ۰۰:۳۹:۴۰  | ۱۲ فوریه ۲۰۱۰ ۰۰:۳۹:۴۰  | اینتل‌ست ۱۶ | مدار انتقال زمین‌ثابت            |               | مخابراتی    |
| ۱۲ فوریه ۲۰۱۰ ۰۰:۳۹:۴۰  | ۱۲ فوریه ۲۰۱۰ ۰۰:۳۹:۴۰  | پرتاب تجاری |                                 |               |             |
| ۱مارس ۲۰۱۰ ۲۱:۱۹:۴۴     | ۱مارس ۲۰۱۰ ۲۱:۱۹:۴۴     | پروتون-ام/بلوک دی‌ام-۲ ۸کی۸۲کی‌ام/۱۱اس۸۶۱ |                                 | مکان ۸۱/۲۴    | موفق        |
| ۱مارس ۲۰۱۰ ۲۱:۱۹:۴۴     | ۱مارس ۲۰۱۰ ۲۱:۱۹:۴۴     | کاسموس ۲۴۵۹ (اورگان-ام شماره ۷۳۱) | مدار میانی زمین                 |               | موقعیت‌یاب   |
| ۱مارس ۲۰۱۰ ۲۱:۱۹:۴۴     | ۱مارس ۲۰۱۰ ۲۱:۱۹:۴۴     | کاسموس ۲۴۶۰ (اورگان-ام شماره ۷۳۲) | مدار میانی زمین                 |               | موقعیت‌یاب   |
| ۱مارس ۲۰۱۰ ۲۱:۱۹:۴۴     | ۱مارس ۲۰۱۰ ۲۱:۱۹:۴۴     | کاسموس ۲۴۶۱ (اورگان-ام شماره ۷۳۵) | مدار میانی زمین                 |               | موقعیت یاب  |
| ۲۰ مارس ۲۰۱۰ ۱۸:۲۶:۵۷   | ۲۰ مارس ۲۰۱۰ ۱۸:۲۶:۵۷   | پروتون-ام/بریز-ام ۸کی۸۲کی‌ام/اااس۴۳ |                                 | مکان ۲۰۰/۳۹   | موفق        |
| ۲۰ مارس ۲۰۱۰ ۱۸:۲۶:۵۷   | ۲۰ مارس ۲۰۱۰ ۱۸:۲۶:۵۷   | اکواستار ۱۴ | مدار انتقال ثابت‌زمین            |               | مخابراتی    |
| ۲۴ آپریل ۲۰۱۰ ۱۱:۱۹:۰۰  | ۲۴ آپریل ۲۰۱۰ ۱۱:۱۹:۰۰  | پروتون-ام/بریز-ام ۸کی۸۲کی‌ام/اااس۴۳ |                                 | سایت ۲۰۰/۳۹   | موفق        |
| ۲۴ آپریل ۲۰۱۰ ۱۱:۱۹:۰۰  | ۲۴ آپریل ۲۰۱۰ ۱۱:۱۹:۰۰  | اس‌ایی‌اس-۱ | مدار انتقال ثابت‌زمین            |               | مخابراتی    |
| ۲۴ آپریل ۲۰۱۰ ۱۱:۱۹:۰۰  | ۲۴ آپریل ۲۰۱۰ ۱۱:۱۹:۰۰  | پرتاب تجاری |                                 |               |             |
| ۳ جون ۲۰۱۰ ۲۲:۰۰:۰۸     | ۳ جون ۲۰۱۰ ۲۲:۰۰:۰۸     | پروتون-ام/بریز-ام ۸کی۸۲کی‌ام/۱۱اس۴۳ |                                 | سایت ۲۰۰/۳۹   | موفق        |
| ۳ جون ۲۰۱۰ ۲۲:۰۰:۰۸     | ۳ جون ۲۰۱۰ ۲۲:۰۰:۰۸     | بدر-۵ | مدار انتقال ثابت‌زمین            |               | مخابراتی    |
| ۳ جون ۲۰۱۰ ۲۲:۰۰:۰۸     | ۳ جون ۲۰۱۰ ۲۲:۰۰:۰۸     | پرتاب تجاری صورت‌گرفته توسط خدمات پرتابی بین کشوری |                                 |               |             |
| ۱۰ ژوئیه ۲۰۱۰ ۱۸:۴۰:۳۶  | ۱۰ ژوئیه ۲۰۱۰ ۱۸:۴۰:۳۶  | پروتون-ام/بریز-ام ۸کی۸۲کی‌ام/اااس۴۳ |                                 | سایت ۲۰۰/۳۹   | موفق        |
| ۱۰ ژوئیه ۲۰۱۰ ۱۸:۴۰:۳۶  | ۱۰ ژوئیه ۲۰۱۰ ۱۸:۴۰:۳۶  | اکواستار ۱۵ | مدار انتقال ثابت‌زمین            |               | مخابراتی    |
| ۱۰ ژوئیه ۲۰۱۰ ۱۸:۴۰:۳۶  | ۱۰ ژوئیه ۲۰۱۰ ۱۸:۴۰:۳۶  | پرتاب تجاری صورت‌گرفته توسط خدمات پرتابی بین کشوری |                                 |               |             |
| ۲ سپتامبر ۲۰۱۰ ۰۰:۵۳:۵۰ | ۲ سپتامبر ۲۰۱۰ ۰۰:۵۳:۵۰ | پروتون-ام/دی‌ام-۲ ۸کی۸۲کی‌ام/۱۱اس۸۶۱ |                                 | مکان ۸۱/۲۴    | موفق        |
| ۲ سپتامبر ۲۰۱۰ ۰۰:۵۳:۵۰ | ۲ سپتامبر ۲۰۱۰ ۰۰:۵۳:۵۰ | کاسموس ۲۴۶۴ (اورگان-ام شماره ۷۳۶) | مدار میانی زمین                 |               | موقعیت‌یابی  |
| ۲ سپتامبر ۲۰۱۰ ۰۰:۵۳:۵۰ | ۲ سپتامبر ۲۰۱۰ ۰۰:۵۳:۵۰ | کاسموس ۲۴۶۵ (اورگان-ام شماره ۷۳۷ | مدار میانی                      |               | موقعیت‌یابی  |
| ۲ سپتامبر ۲۰۱۰ ۰۰:۵۳:۵۰ | ۲ سپتامبر ۲۰۱۰ ۰۰:۵۳:۵۰ | کاسموس ۲۴۶۶ (اورگان-ام شماره ۷۳۸ | مدار میانی                      |               | موقیعت‌یابی  |
| ۵ دسامبر ۲۰۱۰ ۱۰:۲۵:۱۹  | ۵ دسامبر ۲۰۱۰ ۱۰:۲۵:۱۹  | پروتون-ام/دی‌ام-۳ ۸کی۸۲کی‌ام/۱۱اس۸۶۱ |                                 | مکان ۸۱/۲۴    | شکست        |
| ۵ دسامبر ۲۰۱۰ ۱۰:۲۵:۱۹  | ۵ دسامبر ۲۰۱۰ ۱۰:۲۵:۱۹  | Uragan-M شماره ۷۳۹ | مدار میانی(برنامه‌ریزی شده‌بود)   |               | ناوبری      |
| ۵ دسامبر ۲۰۱۰ ۱۰:۲۵:۱۹  | ۵ دسامبر ۲۰۱۰ ۱۰:۲۵:۱۹  | Uragan-M #740 | مدار میانی (برنامه‌ریزی شده بود) |               | ناوبری      |
| ۵ دسامبر ۲۰۱۰ ۱۰:۲۵:۱۹  | ۵ دسامبر ۲۰۱۰ ۱۰:۲۵:۱۹  | Uragan-M شمار ۷۴۱ | میانی (برنامه‌ریزی شده بود)      |               | ناوبری      |
| ۵ دسامبر ۲۰۱۰ ۱۰:۲۵:۱۹  | ۵ دسامبر ۲۰۱۰ ۱۰:۲۵:۱۹  | اولین پرتاب لاک-دی‌ام-۰۳ با طبقه بالا (Upper Stage). این طبقه بالایی و بار نتوانستند در مدار قرار گیرند. این به خاطر بار اضافی موجود بود. ۱.۵ تون اکسیژن مایع موجود موجب خطا میان مهندسان شده بود.. |                                 |               |             |
| ۲۶ دسامبر ۲۰۱۰ ۲۱:۵۱:۰۰ | ۲۶ دسامبر ۲۰۱۰ ۲۱:۵۱:۰۰ | پروتون-ام/بریز-ام ۸کی۸۲کی‌ام/اااس۴۳ |                                 | مکان ۸۱/۲۴    |             |
| ۲۶ دسامبر ۲۰۱۰ ۲۱:۵۱:۰۰ | ۲۶ دسامبر ۲۰۱۰ ۲۱:۵۱:۰۰ | کی‌ام-ست | مدار زمین‌هم‌زمان انتقالی         |               | مخابراتی    |
| ۲۶ دسامبر ۲۰۱۰ ۲۱:۵۱:۰۰ | ۲۶ دسامبر ۲۰۱۰ ۲۱:۵۱:۰۰ | پرتاب تجاری به وسیلهٔ خ.پ.ب با موفقیت انجام شد |                                 |               |             |
| ۲۰۱۲                    |                         | |                                 |               |             |
| ۱۴ فوریه ۲۰۱۲ ۱۹:۳۶:۳۷  | ۱۴ فوریه ۲۰۱۲ ۱۹:۳۶:۳۷  | پروتون-ام/بریز-ام ۸کی۸۲کی‌ام/۱۱اس۴۳ |                                 | سایت ۲۰۰/۳۹   | موفق        |
| ۱۴ فوریه ۲۰۱۲ ۱۹:۳۶:۳۷  | ۱۴ فوریه ۲۰۱۲ ۱۹:۳۶:۳۷  | اس‌ایی‌اس-۴ | مدار همگان‌زمین                  |               | مخابراتی    |
| ۱۴ فوریه ۲۰۱۲ ۱۹:۳۶:۳۷  | ۱۴ فوریه ۲۰۱۲ ۱۹:۳۶:۳۷  | پرتاب تجارب توسط خدمات پرتاب بین کشوری |                                 |               |             |
| ۲۵ مارس ۲۰۱۲ ۱۲:۱۰:۳۲   | ۲۵ مارس ۲۰۱۲ ۱۲:۱۰:۳۲   | پروتون-ام/بریز-ام ۸کی۸۲کی‌ام/۱۱اس۴۳ |                                 | سایت ۲۰۰/۳۹   | موفق        |
| ۲۵ مارس ۲۰۱۲ ۱۲:۱۰:۳۲   | ۲۵ مارس ۲۰۱۲ ۱۲:۱۰:۳۲   | اینتل‌ست ۲۲ | مدار ابرهمگان                   |               | مخابراتی    |
| ۲۵ مارس ۲۰۱۲ ۱۲:۱۰:۳۲   | ۲۵ مارس ۲۰۱۲ ۱۲:۱۰:۳۲   | پرتاب تجارب توسط خدمات پرتاب بین کشوری |                                 |               |             |
| ۳۰ مارس ۲۰۱۲ ۰۵:۴۹:۳۲   | ۳۰ مارس ۲۰۱۲ ۰۵:۴۹:۳۲   | پروتون-کی/بلوک-دی‌ام ۸کی۸۲کی/۱۱اس۸۶۱ |                                 | سایت ۸۱/۲۴    | موفق        |
| ۳۰ مارس ۲۰۱۲ ۰۵:۴۹:۳۲   | ۳۰ مارس ۲۰۱۲ ۰۵:۴۹:۳۲   | کاسموس۲۴۷۹ (یواس-کی‌ام‌او) | مدار زمین‌هم‌زمان                 |               | گرم‌شدن موشک |
| ۳۰ مارس ۲۰۱۲ ۰۵:۴۹:۳۲   | ۳۰ مارس ۲۰۱۲ ۰۵:۴۹:۳۲   | آخرین پرتاب پروتون-کی. |                                 |               |             |
| ۲۳آپریل ۲۰۱۲ ۲۲:۱۸:۱۳   | ۲۳آپریل ۲۰۱۲ ۲۲:۱۸:۱۳   | پروتون-ام/بریز-ام ۸کی۸۲کی‌ام/۱۱اس۴۳ |                                 | سایت ۲۰۰/۳۹   | موفقیت‌آمیز  |
| ۲۳آپریل ۲۰۱۲ ۲۲:۱۸:۱۳   | ۲۳آپریل ۲۰۱۲ ۲۲:۱۸:۱۳   | یاست-بی | مدار همگان‌زمین orbit            |               | مخابراتی    |
| ۲۳آپریل ۲۰۱۲ ۲۲:۱۸:۱۳   | ۲۳آپریل ۲۰۱۲ ۲۲:۱۸:۱۳   | پرتاب تجارب توسط خدمات پرتاب بین کشوری |                                 |               |             |
| ۱۷ مارس ۲۰۱۲ ۱۹:۱۲:۱۴   | ۱۷ مارس ۲۰۱۲ ۱۹:۱۲:۱۴   | پروتون-ام/برز- ۸کی۸۲کی‌ام/۱۱اس۴۳ |                                 | سایت ۸۱/۲۴    | موفقیت‌آمیز  |
| ۱۷ مارس ۲۰۱۲ ۱۹:۱۲:۱۴   | ۱۷ مارس ۲۰۱۲ ۱۹:۱۲:۱۴   | نیمیک ۶ | مدار همگان‌زمین                  |               | مخابراتی    |
| ۱۷ مارس ۲۰۱۲ ۱۹:۱۲:۱۴   | ۱۷ مارس ۲۰۱۲ ۱۹:۱۲:۱۴   | پرتاب تجارب توسط خدمات پرتاب بین کشوری |                                 |               |             |
| ۹ ژوئیه ۲۰۱۲ ۱۸:۳۸:۳۰   | ۹ ژوئیه ۲۰۱۲ ۱۸:۳۸:۳۰   | پروتون-ام/برز- ۸کی۸۲کی‌ام/۱۱اس۴۳ |                                 | سایت ۸۱/۲۴    | موفقیت‌آمیز  |
| ۹ ژوئیه ۲۰۱۲ ۱۸:۳۸:۳۰   | ۹ ژوئیه ۲۰۱۲ ۱۸:۳۸:۳۰   | اس‌ایی‌اس | مدار انتقال زمین‌هم‌زمان          |               | مخابراتی    |
| ۹ ژوئیه ۲۰۱۲ ۱۸:۳۸:۳۰   | ۹ ژوئیه ۲۰۱۲ ۱۸:۳۸:۳۰   | پرتاب تجاری توسط خدمات پرتاب بین کشوری انجام شد. |                                 |               |             |
| ۶ اوت ۲۰۱۲ ۱۹:۳۱:۰۰     | ۶ اوت ۲۰۱۲ ۱۹:۳۱:۰۰     | پروتون-ام/برز- ۸کی۸۲کی‌ام/۱۱اس۴۳ |                                 | سایت ۸۱/۲۴    |             |
| ۶ اوت ۲۰۱۲ ۱۹:۳۱:۰۰     | ۶ اوت ۲۰۱۲ ۱۹:۳۱:۰۰     | تلکام ۳ | زمین‌هم‌زمان (برنامه‌ریزش شده‌بود)  |               | مخابراتی    |
| ۶ اوت ۲۰۱۲ ۱۹:۳۱:۰۰     | ۶ اوت ۲۰۱۲ ۱۹:۳۱:۰۰     | اکسپرس ام‌دی-۲ | زمین‌هم‌زمان (برنامه‌ریزی شده بود) |               | مخابراتی    |
| ۶ اوت ۲۰۱۲ ۱۹:۳۱:۰۰     | ۶ اوت ۲۰۱۲ ۱۹:۳۱:۰۰     | بخش بالایی بریز-ام بعد از ۷ ثانیه دچار مشکل شد |                                 |               |             |